# Brachypremna unicolor
Brachypremna unicolor is een tweevleugelige uit de familie langpootmuggen (Tipulidae). De soort komt voor in het Neotropisch gebied.